# همبا (ميانة)
همبا هي قرية في مقاطعة ميانة، إيران. يقدر عدد سكانها بـ 76 نسمة بحسب إحصاء 2016.